# Stift Wilten

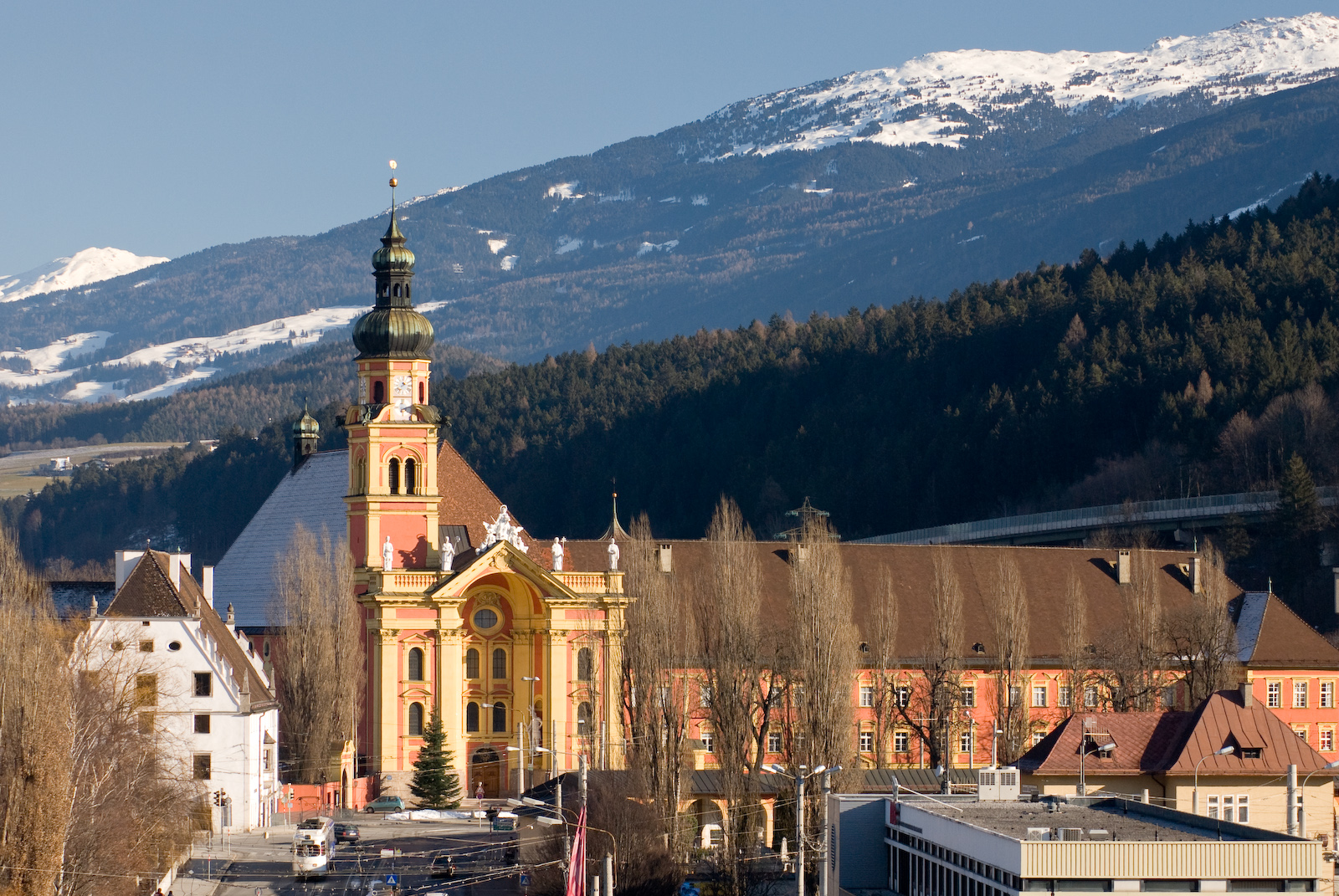
Stift Wilten (2009)

Stift Wilten ist ein 1138 von Bischof Reginbert von Brixen begründetes Kloster der Prämonstratenser in Wilten, einem am Fuße des Bergisels gelegenen Stadtteil von Innsbruck, der Landeshauptstadt des österreichischen Bundeslandes Tirol.
Das Stift Wilten kann mit den Innsbrucker Straßenbahnlinien 1 und 6 (Innsbrucker Mittelgebirgsbahn) und der Stubaitalbahn erreicht werden.

## Geschichte

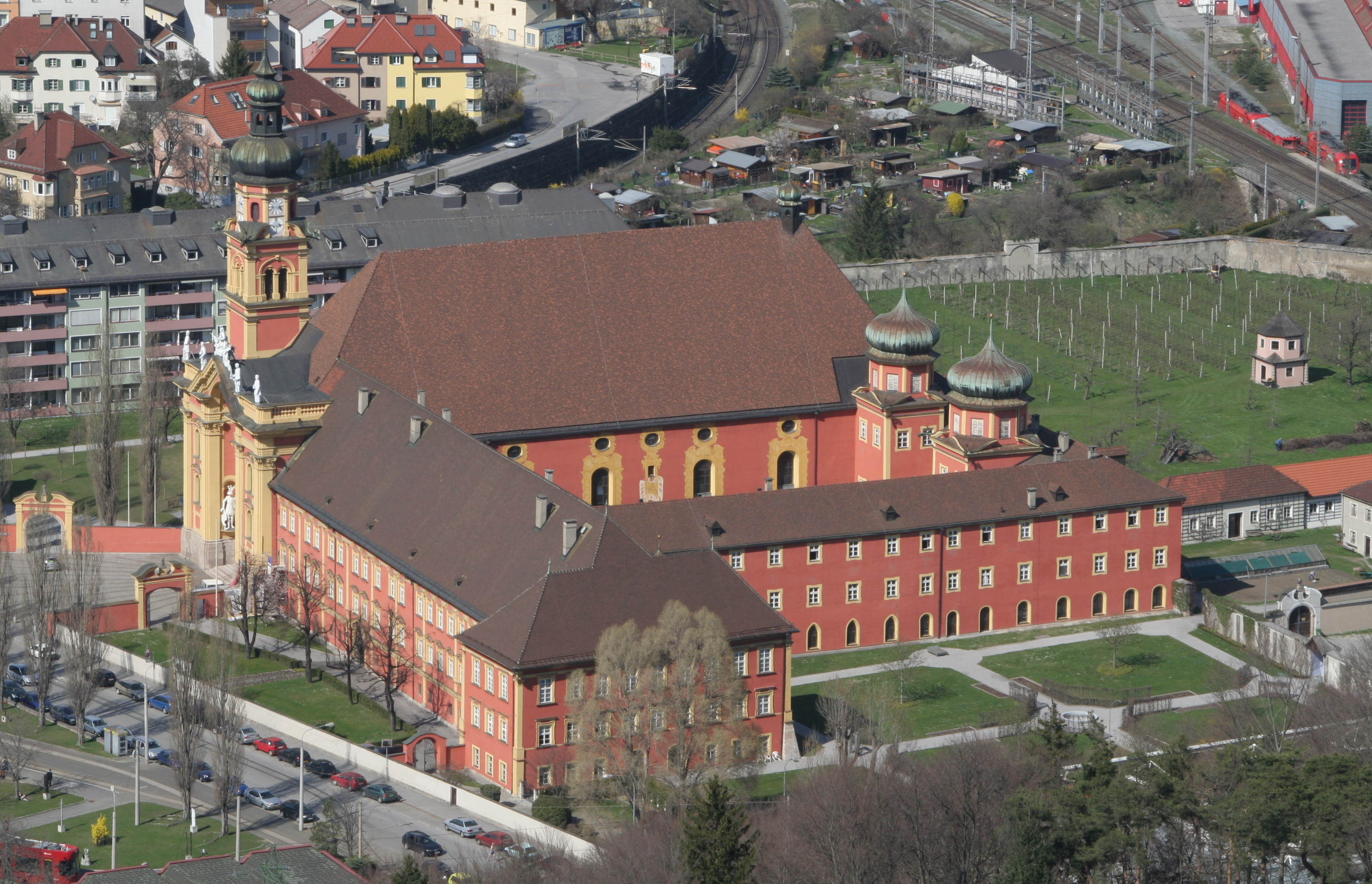
Klosteranlage von oben (2009)

Die Stiftsgebäude stehen auf den Ruinen der römischen Siedlung Veldidena. Im 16. Jahrhundert wurden dort zahlreiche römische Ziegel, Münzen und Mauerreste entdeckt und von Matthias Burglechner in seiner Landesbeschreibung Tirolischer Adler von 1619 erwähnt. Der Sage nach wurde das Kloster vom Riesen Haymon ca. 880 gegründet.

„Der gefürchtete Riese Haymon bezwang seinen Kontrahenten, den Riesen Thyrsus, aufgrund der besseren Bewaffnung im Zweikampf. Ein Mönch bekehrte Haymon zum Christentum. Im Gefühl der Reue über seine Tat stellte er den Bau seines Schlosses ein und begann den Bau des Klosters. Der Teufel war darüber erzürnt und befahl einem Lindwurm den Weiterbau des Klosters zu verhindern. Haymon tötete das Tier und schnitt die Zunge heraus. Nach Fertigstellung des Klosters wurde Haymon Bruder des Stifts. Er wurde auch darin beigesetzt.“

Zwei Statuen am Eingang und eine weitere Haymonstatue im Eingangsbereich, die die abgeschnittene Zunge des Drachen in der Hand hält, erinnern im Stift an diese Sage. Tatsächlich wurde das Kloster wohl vor 1138 durch Bischof Reginbert von Brixen als bischöfliches Eigenkloster gegründet, auf dessen Wunsch Prämonstratenser aus dem oberschwäbischen Kloster Rot an der Rot ein älteres Kollegiatstift von Weltpriestern ablösten; Papst Innozenz II. bestätigte am 30. April 1138 dem Wiltener Kanonikerorden unter seinem ersten Propst namens Marquard die Augustinusregel in ihrer prämonstratensischen Ausprägung, den Besitzstand, das freie Propstwahl- und Begräbnisrecht und die Vorrechte des Brixner Diözesanbischofs. Seine Blütezeit erlebte das Stift im 17. und 18. Jahrhundert.
Das Stift geriet im Laufe der Geschichte verschiedentlich in Bedrängnis. 1807–1816 war das Kloster durch eine Verfügung des Königreiches Bayern aufgelöst. In der NS-Zeit wurde das Stift gezwungen, das Kloster dem Reichsgau Tirol-Vorarlberg zu verkaufen, so dass 1946 nach Bombardierung und NS-Herrschaft ein Neubeginn nötig war. Erst 1988 wurde diese Aufbauphase zum 850. Gründungsjubiläum abgeschlossen.

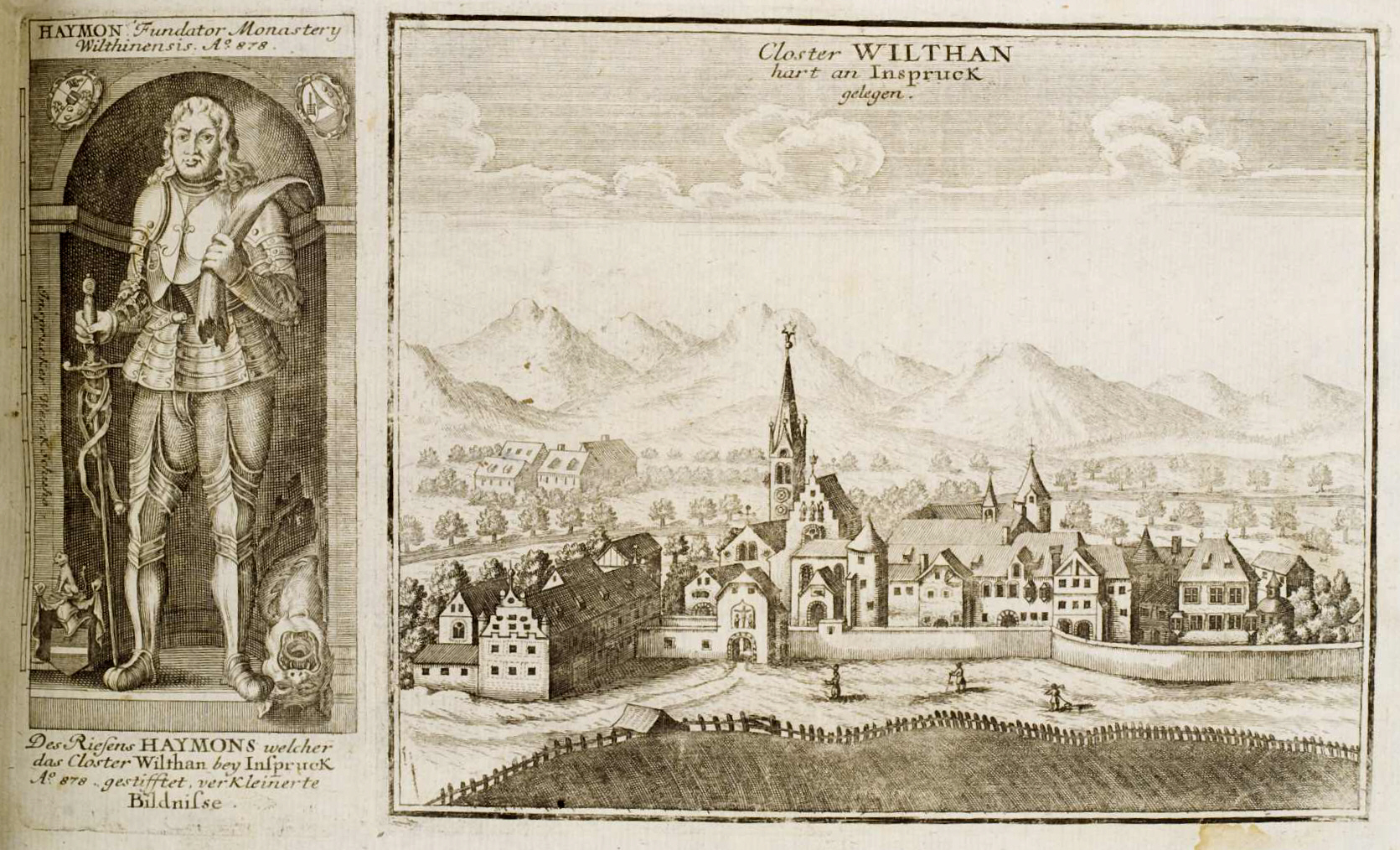
Riese Haymon und Wilten (noch mit der gotischen Kirche, publ. 1700)
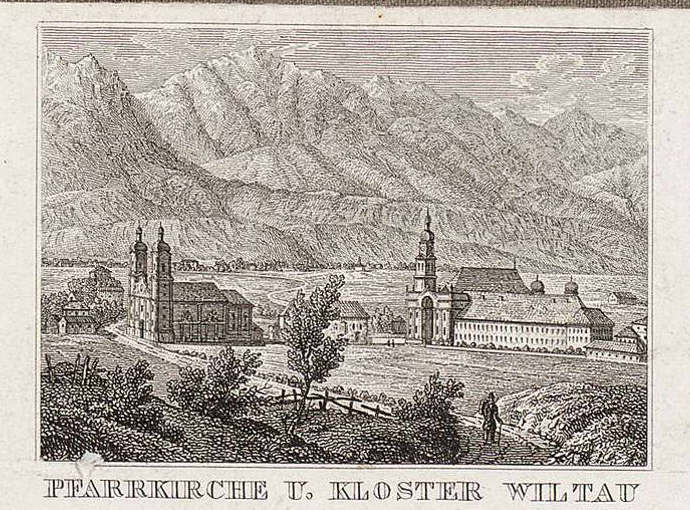
Pfarrkirche und Kloster Wiltau, 19. Jh.
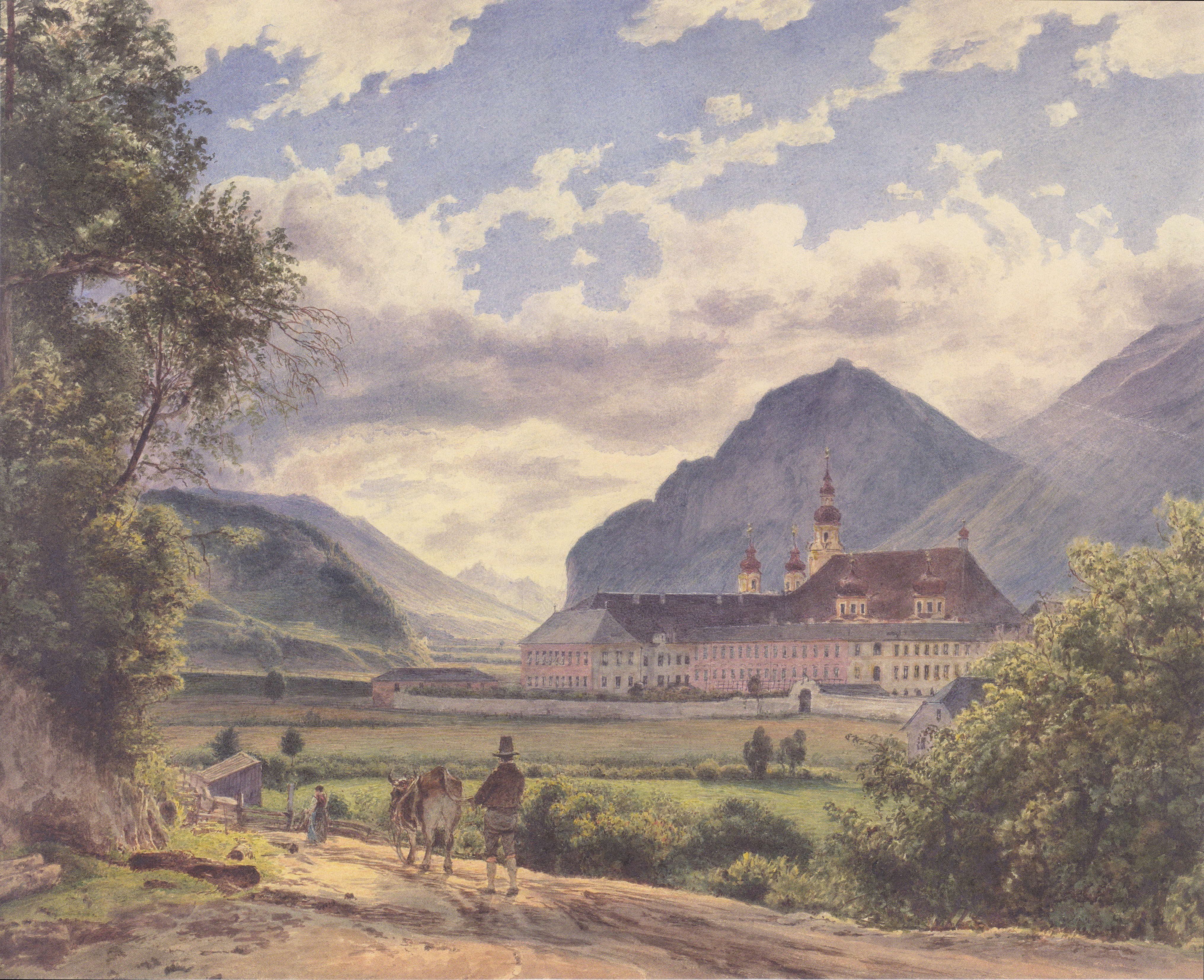
Jakob Alt, 1844 (gegen die Martinswand)
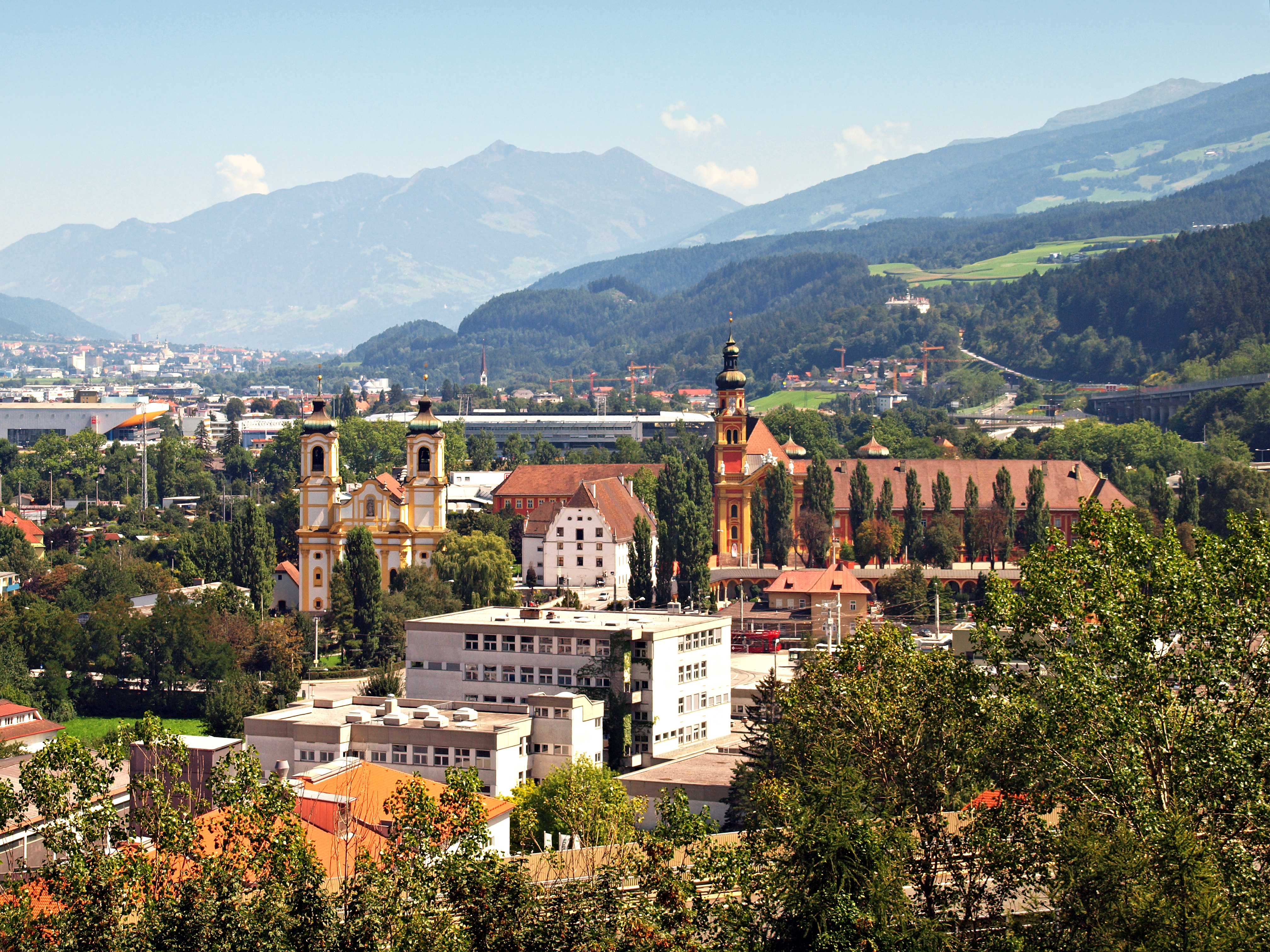
Lage inmitten der Stadt (21. Jh.)

## Wappen

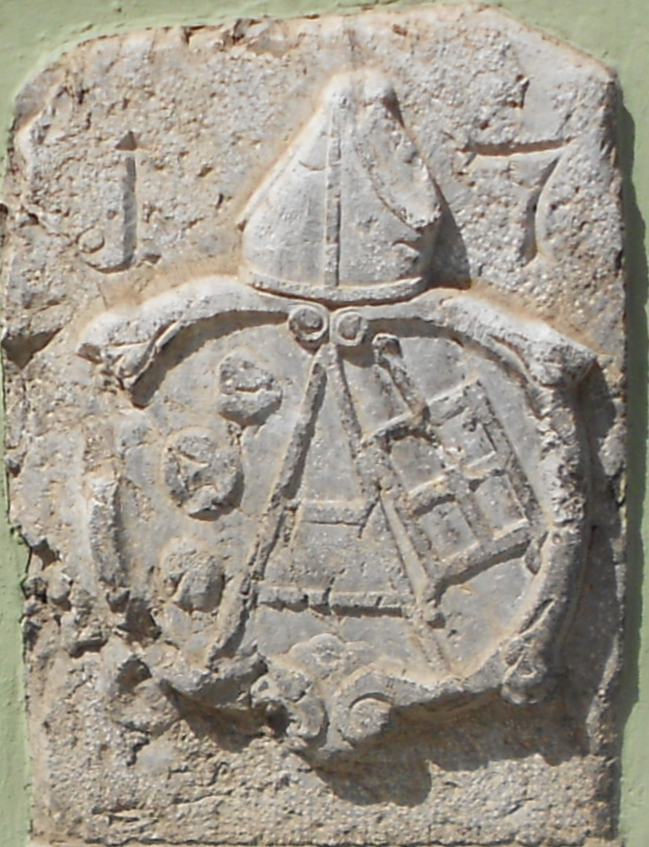
Darstellung des Stiftswappens auf einem Grenzstein von 1745

Das seit dem 17. Jahrhundert nachweisbare Stiftswappen zeigt in Rot eine grüne, mit einem silbernen Balken belegte, leicht eingeschwungene Spitze, rechts einen silbernen Rost, links drei silberne Steine. Der silberne Balken gilt als das Wappen des Riesen Haymon, der Rost als Attribut des hl. Laurentius und die Steine als Attribut des hl. Stephanus stehen für die beiden Patrone des Stiftes.
Wie die meisten Tiroler Klöster begann Wilten erst spät mit der Führung eines Wappens. Die ältesten Darstellungen aus dem späten 15. Jahrhundert zeigen die Martersymbole der beiden Stiftspatrone in je einem Wappenschild. Der Tiroler Historiograph Matthias Burglechner konstruierte im 17. Jahrhundert auf älteren Grundlagen ein Wappen für den legendären Gründer, das in einem grünen Schild einen silbernen Mittelbalken zeigte. Dieser Balken wird häufig als Symbol für die Sill interpretiert, was allerdings unwahrscheinlich ist, da man dafür wohl einen (schrägen) Wellenbalken gewählt hätte. Abt Andreas Mayr (1621–1650) kombinierte schließlich die zwei Schilde der Stiftspatrone und den des Riesen Haymon in einem Wappenschild, wie er seitdem in Verwendung ist.

## Stiftskirche

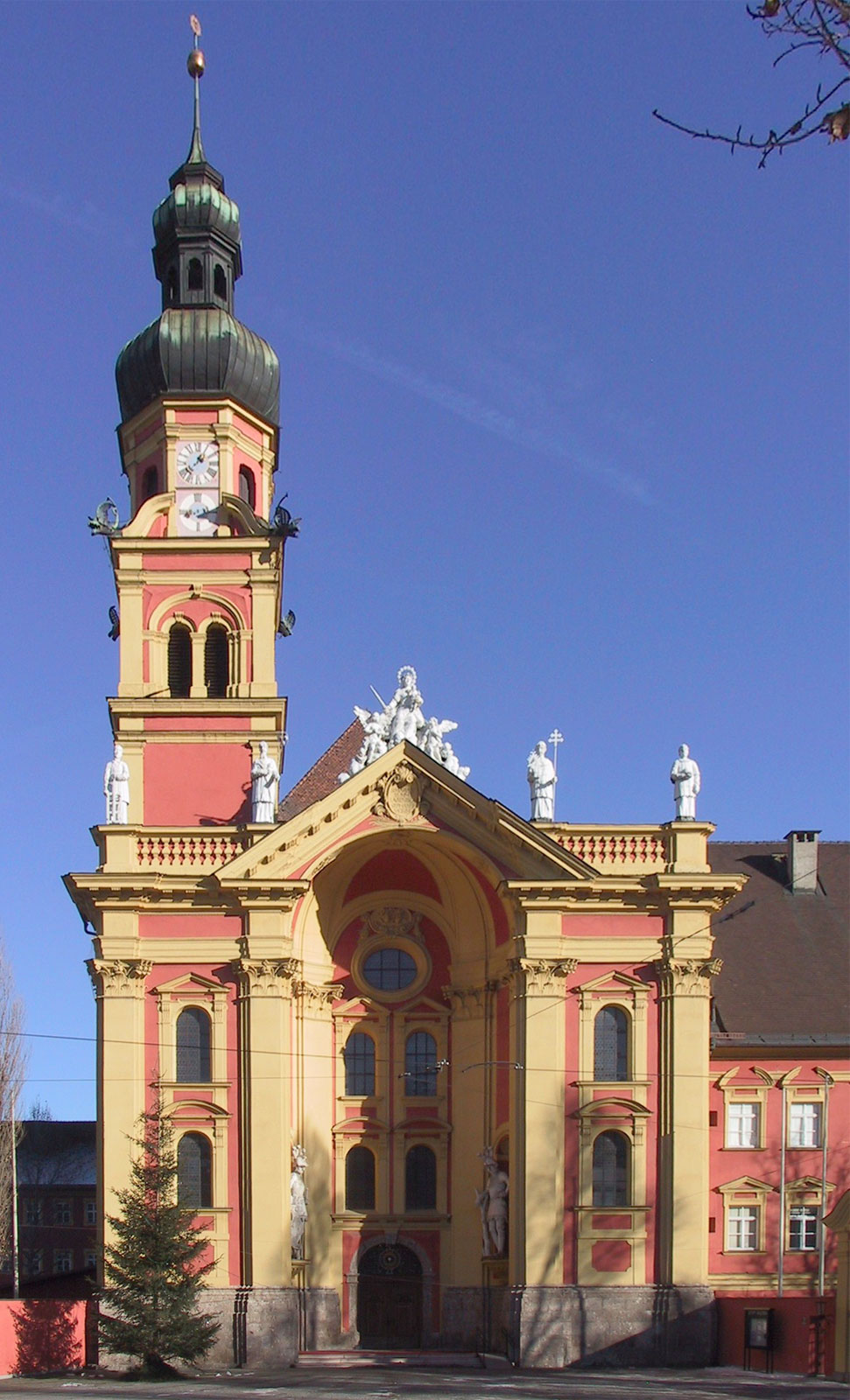
Stiftskirche Wilten (2005)

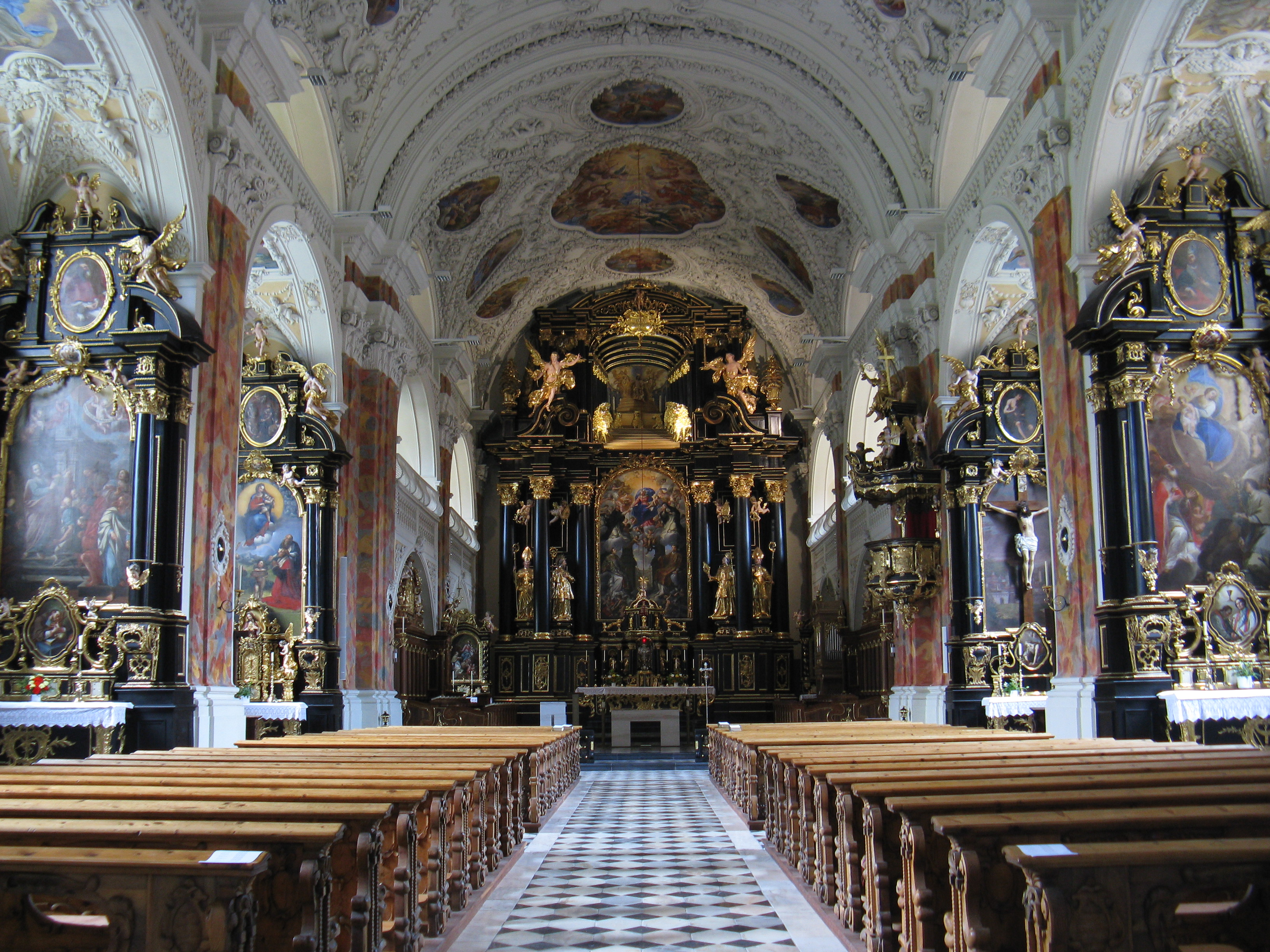
Innenraum der Stiftskirche (2009)

### Baugeschichte
Abt Heinrich Schuler (1922–1949) war ein unermüdlicher Forscher, besonders was Alter und Geschichte der Stiftskirche anbelangt. Er stellte fest, dass es sich bei der ersten Kirche in Wilten wohl nur um einen kleinen Holzbau gehandelt hat, umgeben von schlichten Hütten – den ersten Klostergebäuden. Urkundlich erwähnt werden Kirche und Kloster im Jahre 1138 bei der Einsetzung durch den Brixener Bischof Reginbert. Die Stiftskirchenpatrone St. Laurentius und St. Stephanus, die im Stiftswappen dargestellt sind, deuten auf römische Erstbesiedelung (Veldidena).
Ein gotisches Tafelgemälde des ehemaligen Ursulaaltars zeigt eine spätmittelalterliche Ansicht von Kirche und Kloster. Die dreischiffige Pfeilerbasilika mit erhöhtem Mittelschiff dürfte bereits in romanischer Zeit dieselben Ausmaße gehabt haben. Im Osten schloss ein erhöhter Chor in drei Apsiden; darunter befand sich eine Krypta, Begräbnisort der Äbte und adeliger Stifter. Unter dem als Seligen verehrten Abt Wernher wurde die Kirche bereits um 1300 im frühgotischen Stil wiedererrichtet.
Unter Abt Dominikus Löhr (1651–1687) kam es zur Grundsteinlegung des barocken Kirchenbaues, nachdem unter dem Vorgänger Abt Andreas Mayr der einstürzende Turm den gotischen Bau vollends zerstört hatte.
Die eigentliche Weihe der Kirche und des Hochaltars vollzog am 18. Oktober 1665 der Brixener Fürstbischof Sigmund Alfons Graf Thun. Kaiser Leopold I. war höchstpersönlich zugegen. Der Nordturm wurde 1667 vollendet, der Südturm jedoch nur bis zur halben Kirchdachhöhe ausgeführt, da der Hofbaumeister Christoph Gumpp 1672 gestorben war. Später vorgenommene Änderungen und Ergänzungen (Kanzel, Speisgitter, Tabernakel am Kreuzaltar usw.) sowie der Wiederaufbau nach den Bombardements von 1943 und 1944 können den Eindruck einer geschlossenen frühbarocken Anlage nicht verwischen.

### Architektur
Die Stiftskirche Wilten ist eine langgestreckte, frühbarocke Wandpfeileremporenhalle. Sie entspricht ganz dem Typus der süddeutschen Wandpfeilerkirchen des 17. Jahrhunderts. Der in ein Rechteck eingeschriebene Grundriss zeigt eine regelmäßige Abfolge von querrechteckigen Jochen, zu denen sich seitlich Abseiten öffnen. Der zweijöchige Chor ist nicht eingezogen. Im Aufbau prägen Wandpfeiler, vor deren Stirnen übereinandergelegte, flache Pilaster stehen, den Innenraum. Das kräftig vorkragende Gebälk beschränkt sich auf die Pilasterbreite. Zwischen den Wandpfeilern liegen unten Kapellenräume und oben Emporen. Beide werden mit Quertonnen gedeckt. An den Ostseiten der Kapellen stehen jeweils Altäre. Die Emporenbrüstungen liegen auf gleicher Höhe wie der obere Teil des Hauptgebälks. Die Brüstungen ersetzen somit das Gebälk der den gesamten Raum bestimmenden Pilasterordnung. Wandpfeilersaal und Chor werden von einer gurtgegliederten Stichkappentonne gewölbt. Ein aus vorspringendem Pilasterpfeiler und kräftigem Gurtbogen gebildeter Triumphbogen leitet zum Chor. Im Chor liegen über Nischen, die u. a. das Gestühl aufnehmen, Doppelemporen.
Der Innenraum der Kirche beeindruckt ob seiner einheitlich-strengen Komposition. Die Fresken (Kaspar Waldmann) und Stuckaturen entstanden zwischen 1702 und 1707. Akanthuslaub, Fruchtgirlanden, Adler und Engelsgestalten bilden eine unübersehbare und doch noch sehr streng gegliederte Fülle an Ornamenten. Der oberitalienische Meister Bernardo Pasquale zeichnet mit 31 Gehilfen für diese hervorragenden Arbeiten des „späten Frühbarock“ verantwortlich.

## Ausstattung

### Altäre und weitere Ausstattung
In der Vorhalle der Kirche fällt sofort die über fünf Meter hohe Kolossalstatue des Riesen Haymon aus der Zeit um 1470 auf, die sich einst liegend in der alten Turmkapelle an der Nordseite des Chores befand. Das prächtige schmiedeeiserne Vorhallengitter des Wiltener Schlossermeisters Adam Neyer (1707) ist neben dem „Rosengitter“ in der Stamser Stiftskirche eine der bedeutendsten Arbeiten barocker Schmiedeeisenkunst in Tirol.
Neben dem Hochaltar, den Langhaus- und Seitenkapellenfresken und der Kanzel ist der Kreuzaltar von besonderer Bedeutung. Er stand, nach alter Prämonstratensertradition, in der Mitte des Langhauses, unterhalb des Chorbogens. Das spätgotische Kruzifix mit echtem Haar (um 1510) war beim Einsturz der Kirche im Jahre 1644 unversehrt geblieben, weshalb es im Volk große Verehrung genoss. Das Altarblatt hinter dem Kreuz zeigt den Berg Golgota und die Stadt Jerusalem. Das Stifterwappen am Gebälk ist ein Allianzwappen der Grafen Ferrari-Occhieppo und der Fenner von Fennberg.
Eine weitere Besonderheit ist das Altarblatt des dem Hl. Johannes geweihten Seitenaltars, das der Südtiroler Nazarener Michael Andersag ab 1826 nach dem Vorbild von Raffaels Madonna von Foligno schuf. Ein Messkelch mit Patene und Fistula (Niedersachsen?, um 1160/70) befindet sich heute in der Kunstkammer des Kunsthistorischen Museums in Wien.

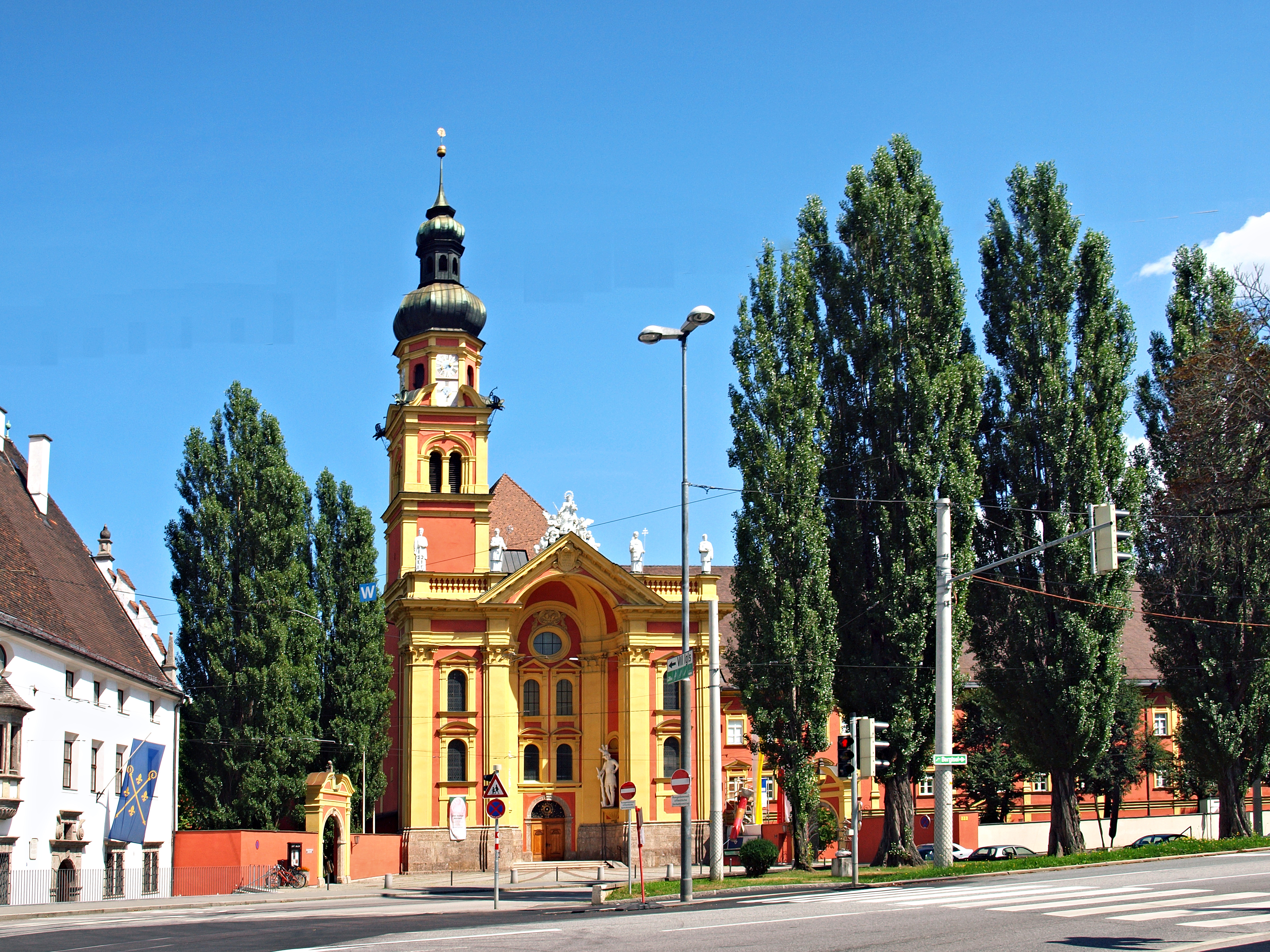
Vorplatz des Stifts
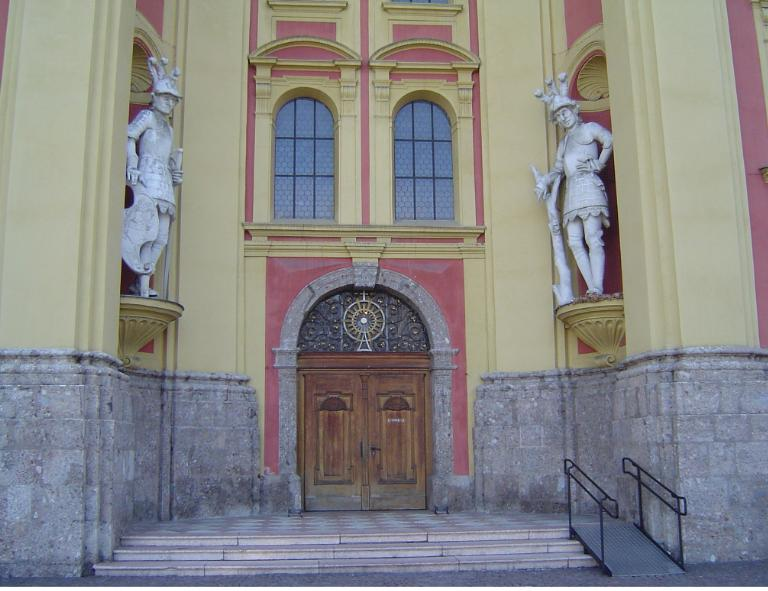
Eingangsbereich
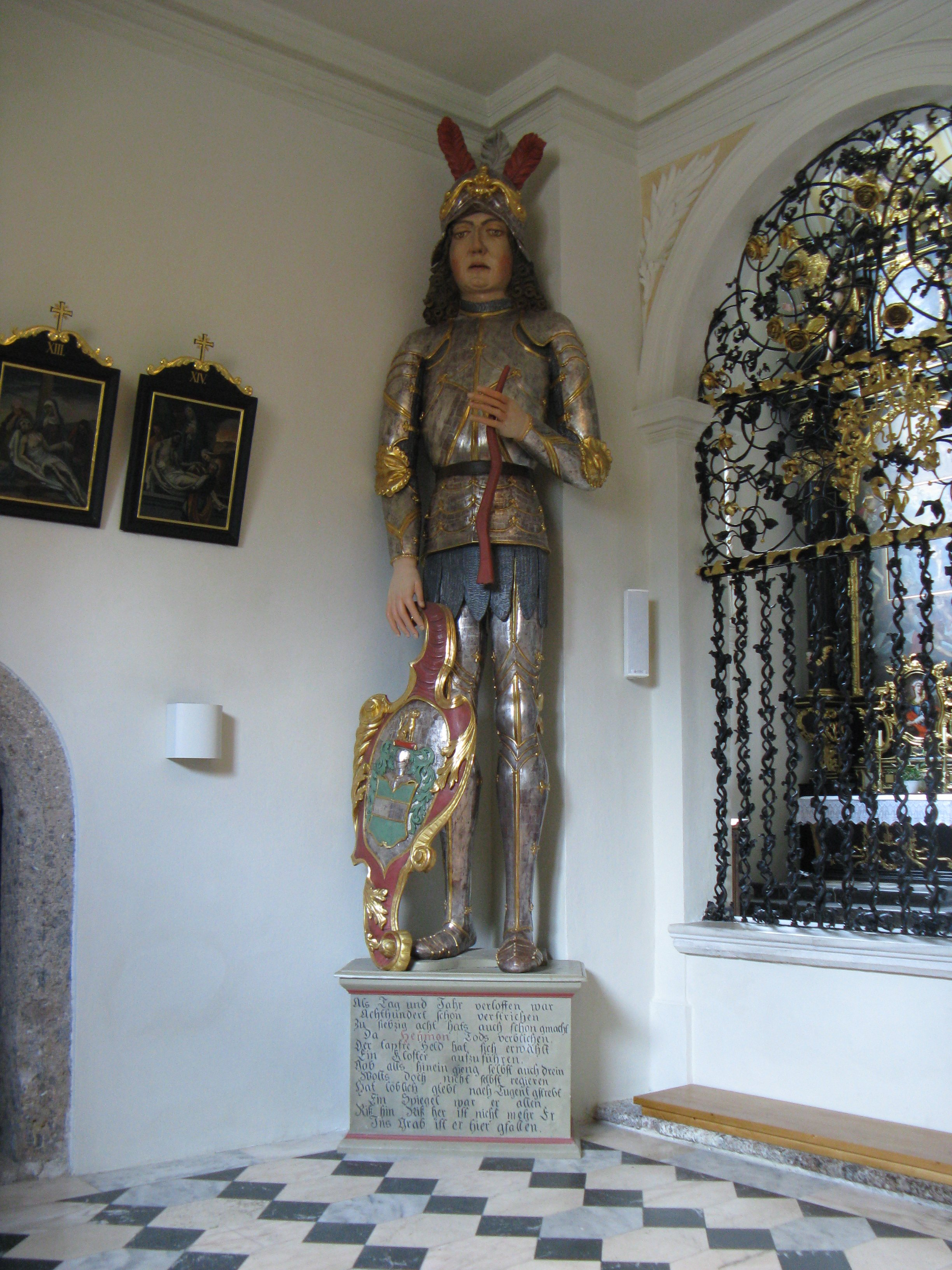
Statue des Riesen Haymon
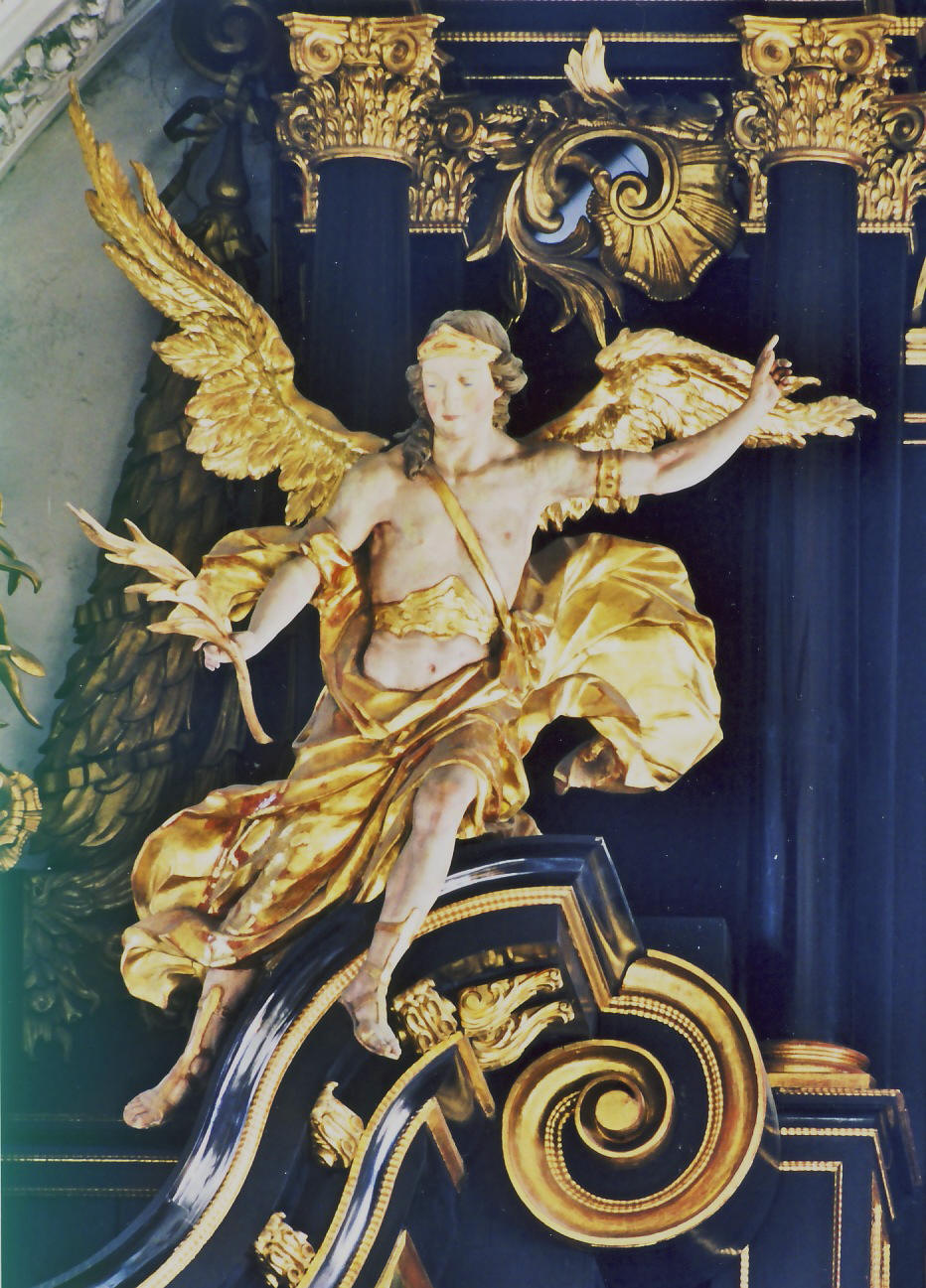
Am Choraltar der Stiftskirche: Engel von Joseph Stapf aus Pfronten (1767)

### Orgeln
Berühmt ist die Stiftskirche auch durch ihre drei Orgeln.

#### Herz-Orgel (1675)
Die älteste Orgel, 1675 gebaut von Daniel Herz, steht auf einer Empore auf der linken Seite des Presbyteriums. Sie wurde 2002/2003 vom Orgelbauer Jürgen Ahrend aus Ostfriesland fachgerecht restauriert. Das Instrument hat zehn Register auf einem Manualwerk und Pedal.
| Manualwerk CDEF–c3 |            |       |
| 1.                 | Prinzipal  | 8′    |
| 2.                 | Octav      | 4′    |
| 3.                 | Quint      | 3′    |
| 4.                 | Superoctav | 2′    |
| 5.                 | Quintoctav | 1 ⁄2′ |

| (Fortsetzung) |                |      |
| 6.            | Quartoctav     | 1′   |
| 7.            | Qintadez       | 3⁄4′ |
| 8.            | Cimbl maior    | 1⁄2′ |
| 9.            | Cimbl minor    | 1⁄4′ |
|               | Kanaltremulant |      |

| Pedalwerk CDEF–fis0 |         |     |
| 10.                 | Subbass | 16′ |

#### Chororgel
Im Zuge der Generalsanierung erhielt die Stiftskirche 2008 zwei neue Orgeln. Die Chororgel wurde von der Orgelmakerij Reil (Heerde/NL) erbaut. Das Instrument steht gegenüber dem Abtchorstuhl mittig am südlichen Wandpfeiler des Presbyteriums. Das Hauptgehäuse ist flach gehalten, die Trakturen sind teilweise im Boden versenkt, die Balganlage in einem Schrank in dem Flur hinter dem Chorgestühl. Das Instrument hat 14 Register auf zwei Manualen und Pedal.
| I Rückpositiv C–f3 |              |    |
| 1.                 | Coppel       | 8′ |
| 2.                 | Traversflöte | 8′ |
| 3.                 | Flöte        | 4′ |
| 4.                 | Waldflöte    | 2′ |
|                    | Tremulant    |    |

| II Hauptwerk C–f3 |                |    |
| 05.               | Gedackt        | 8′ |
| 06.               | Viola di Gamba | 8′ |
| 07.               | Principal      | 4′ |
| 08.               | Quinte         | 3′ |
| 09.               | Octave         | 2′ |
| 10.               | Mixtur II–III  | 1′ |
| 11.               | Cornett IV     | 4′ |
| 12.               | Regal          | 8′ |

| Pedalwerk C–d1 |         |     |
| 13.            | Subbass | 16′ |
| 14.            | Gedackt | 08′ |

- Koppeln: Manualschiebekoppel, Pedalkoppeln als Züge

#### Haupt-Orgel
Die große Festorgel mit 53 Registern wurde 2008 von Verschueren Orgelbouw (Heythuysen/NL) errichtet. Die Konzertorgel hat 53 Register und ein Nebenregister auf drei Manualen und Pedal.
| I Rückpositiv C–g3 |                  |         |
| 01.                | Prestant         | 08′     |
| 02.                | Holpijp          | 08′     |
| 03.                | Octaaf           | 04′     |
| 04.                | Roerfluit        | 04′     |
| 05.                | Nasard           | 03′     |
| 06.                | Superoctaaf      | 02′     |
| 07.                | Fluit            | 02′     |
| 08.                | Terts            | 01 3⁄5′ |
| 09.                | Sesquialter II 0 |         |
| 10.                | Mixtuur IV       |         |
| 11.                | Dulciaan         | 16′     |
| 12.                | Trompet          | 08′     |
| 13.                | Cromhoorn        | 08′     |
|                    | Tremulant        |         |

| II Hauptwerk C–g3 |                |     |
| 14.               | Prestant       | 16′ |
| 15.               | Prestant       | 08′ |
| 16.               | Roerfluit      | 08′ |
| 17.               | Viola di Gamba | 08′ |
| 18.               | Octaaf         | 04′ |
| 19.               | Fluit          | 04′ |
| 20.               | Quint          | 03′ |
| 21.               | Superoctaaf    | 02′ |
| 22.               | Cornet V       | 08′ |
| 23.               | Mixtuur V      |     |
| 24.               | Cymbel III     |     |
| 25.               | Fagot          | 16′ |
| 26.               | Trompet        | 08′ |
| 27.               | Trompet        | 04′ |
|                   | Nachtigall     |     |

| III Oberwerk C–g3 |               |         |
| 28.               | Bourdon       | 16′     |
| 29.               | Prestant      | 08′     |
| 30.               | Holpijp       | 08′     |
| 31.               | Quintadeen    | 08′     |
| 32.               | Unda maris    | 08′     |
| 33.               | Octaaf        | 04′     |
| 34.               | Fluit travers | 04′     |
| 35.               | Nasard        | 03′     |
| 36.               | Fluit         | 02′     |
| 37.               | Terts         | 01 3⁄5′ |
| 38.               | Flageolet     | 01′     |
| 39.               | Mixtuur III   |         |
| 40.               | Hautbois      | 08′     |
| 41.               | Vox humana    | 08′     |
|                   | Tremulant     |         |

| Pedalwerk C–f1 |             |     |
| 42.            | Prestant    | 16′ |
| 43.            | Subbas      | 16′ |
| 44.            | Quint       | 12′ |
| 45.            | Octaaf      | 08′ |
| 46.            | Bourdon     | 08′ |
| 47.            | Quint       | 06′ |
| 48.            | Octaaf      | 04′ |
| 49.            | Mixtuur V 0 |     |
| 50.            | Bazuin      | 16′ |
| 51.            | Fagot       | 16′ |
| 52.            | Trompet     | 08′ |
| 53.            | Trompet     | 04′ |

- Koppeln: I/II, III/II, I/P, II/P, III/P

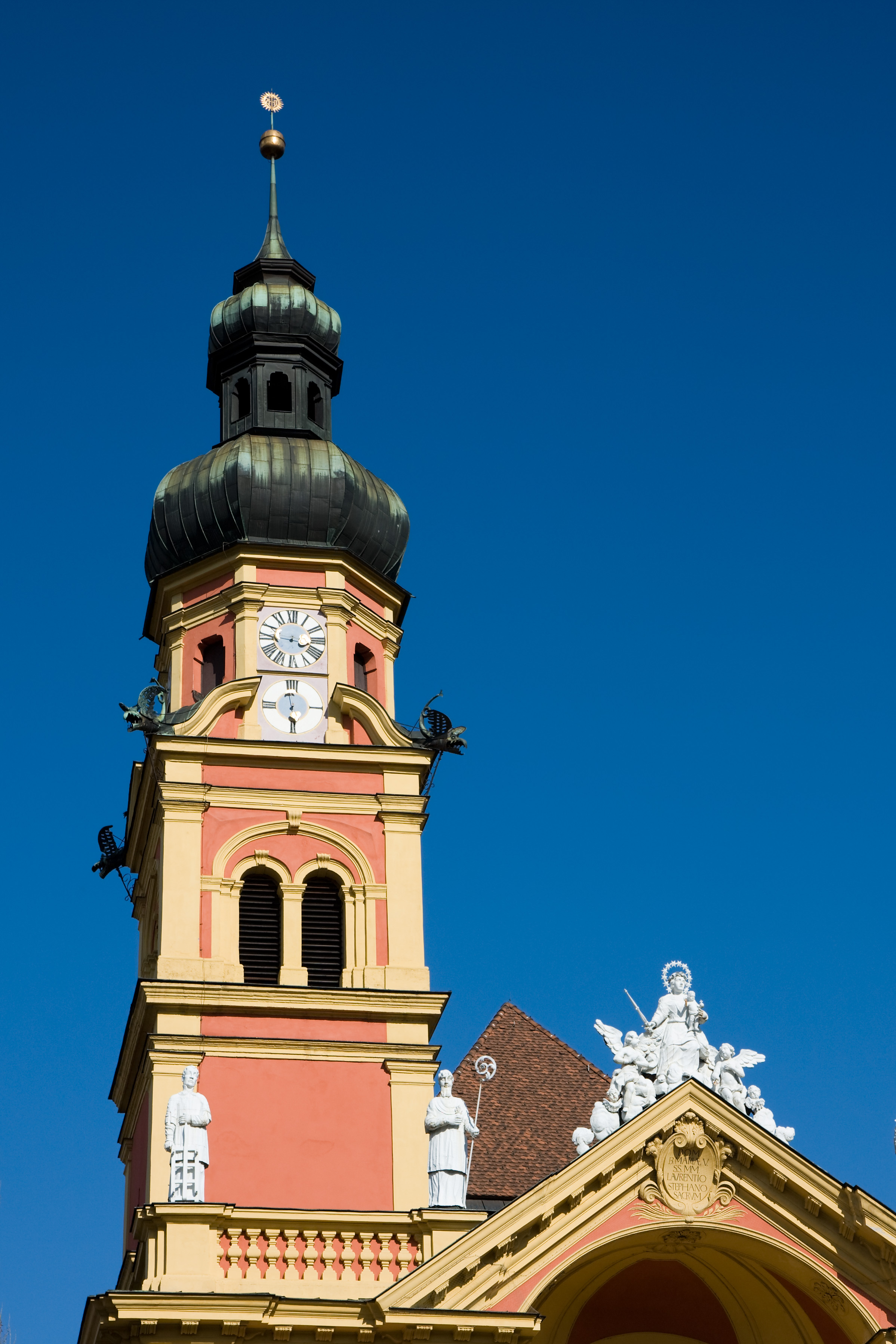
Glockenturm

### Glocken

#### Stiftsgeläut
Das Geläut wurde immer wieder durch Brände vernichtet. Dies geschah in den Jahren 1288 und 1432. Auch der Turmeinsturz von 1644 hat das Geläut zerstört.
Des Weiteren erzählen die Urkunden des Stiftsarchives von verschiedenen Läutebräuchen, zum Beispiel vom Wetterläuten im Jahr 1702, das aber schon am 26. November 1783 im Zuge der Aufklärung durch eine Verordnung wieder verboten wurde, oder vom Angelusläuten am Mittag, das im Jahre 1423 im Bistum Brixen eingeführt wurde.
Im Jahre 1763 sprang die große Glocke und wurde schließlich am 13. Oktober desselben Jahres von Stefan Zach im Höttinger Gießhaus neu gegossen.
Nach den langen Jahren des Wiederaufbaus des Stiftes konnte im Sommer 1975 wieder an Glocken gedacht werden. Ein Glockenkomitee wurde gegründet. Die Firma Grassmayr wurde mit der Untersuchung des Turmes und mit der Erstellung entsprechender Lösungsvorschläge betraut. Das Geläut wurde auf sechs Glocken konzipiert und diesmal war eine ganz große Glocke geplant. Durch die Größe des Geläuts konnte der bestehende Holzglockenstuhl nicht mehr verwendet werden und wurde deshalb durch einen Stahlglockenstuhl ersetzt.
Bereits am 23. September 1976 waren die Mitbrüder und das Glockenkomitee zum feierlichen Akt des Glockengusses von fünf Glocken in die Glockengießerei Grassmayr geladen.
Am 17. Oktober 1976 fand die Weihe statt. Die größte Glocke wurde schließlich 1980 ergänzt und am Christkönigsonntag geweiht. 1994 wurde immer offensichtlicher, dass sowohl die Marienglocke als auch die Auferstehungsglocke Beschädigungen davongetragen hatten. Daher mussten die beiden Glocken 1995 neu gegossen werden.
Um Schwierigkeiten mit der Turmstatik zu vermeiden und um die große Glocke wegen Platzmangels überhaupt läuten zu können, wurden für die beiden großen Glocken Stahljoche in tiefgekröpfter Bauweise angefertigt. Auch eine neue Technologie von speziellen Innenklöppelfängern mit einem aufwendigen elektronischem Mechanismus kam für diese beiden Glocken zur Anwendung. Nach 24-jähriger Betriebszeit hat sich 1999 gezeigt, dass dieses System den Belastungen nicht standhielt und die Glocken nicht schonend geläutet werden konnten.
So ging man daran, eine umfangreiche Sanierung der ganzen Mechanik in die Wege zu leiten. In den beiden großen Glocken wurden geschmiedete Rundballenklöppel eingebaut, die Motoren überholt, alle Klöppelfänger, Schwungräder sowie Ketten erneuert.
Da die Turmuhr durch einen Blitzschlag beschädigt worden war, entschloss man sich, auch dieses System zu erneuern und einen Glockencomputer mit Uhr anzuschaffen. Nunmehr war es möglich, das Uhrschlagwerk mit einer Melodie zu versehen. Nach Absprache mit dem Pfarrer der Wiltener Basilika kam es nun auch zur Einführung des sogenannten „Sonntagseinläuten“ an jedem Samstag um 12:00 Uhr. Da von Ostern bis Allerheiligen die Vesper der Chorherren um 18:00 Uhr öffentlich zugänglich ist, wird auch zu diesem Gottesdienst geläutet.
2001 wurden die Sanierungsmaßnahmen fortgesetzt. Dabei konnten die Böden erneuert sowie die Treppen und Aufgänge instand gesetzt werden. Gerade im Bereich der Glockenstube und des Turmhelms gab es gravierende Sicherheitsmängel. Aus klangmusikalischen Gründen entschloss man sich, in die Turmfenster Schallläden einzusetzen.
2002 konnte das Geläut ergänzt werden. Die Nikolausglocke und die Michaelsglocke wurden am 20. Oktober geweiht.
Einen Monat später wurden die Glocken aufgezogen und die Dreifaltigkeitsglocke geweiht. Bei dieser Glockenergänzung kam es auch zur Nachrüstung des Geläuts mit Holzjochen.
2002 hatte der Abtrat beschlossen, dass bei der Generalsanierung der Stiftskirche abermals ein Holzglockenstuhl zum Einbau gelangen sollte. Mit dem Beginn der Generalsanierung der Stiftskirche im Juli 2005 war es dann soweit. Im Rahmen der Planungsarbeiten für den 13 Meter hohen Glockenstuhl wurde unter anderem ein maßstabgetreues Modell angefertigt und dem Stift übergeben.
Schließlich galt es, den Stahlstuhl von 1976 abzubauen und die kleineren Glocken im Stiftsgarten zu lagern.
So konnte nun im Herbst 2005 der neue Holzglockenstuhl solide und gewissenhaft verankert und aufgebaut werden.
Die schon 2002 gebauten Holzjoche waren so konstruiert, dass eine Anpassung an den neuen Holzstuhl jederzeit möglich war. Des Weiteren wurden alle Turmtreppen neu errichtet und die Aufgänge instand gesetzt.
Der Holzstuhl selbst ist in der in Tirol schon seit Jahrhunderten üblichen Lärchenholzbauweise ausgeführt, in welcher bereits der aus dem Jahr 1668 stammende alte Glockenstuhl errichtet worden war. Die noch vorhandenen Grundbalken im unteren Teil des Turmes bezeugen diese alte Bauweise auf eindrückliche Weise.
Die vier großen Glocken besitzen einen Klöppelfänger.
Übersicht
| Glocke                   | Name                      | Gussjahr | Gießer                                | Gewicht    | Durchmesser | Nominal |
| ------------------------ | ------------------------- | -------- | ------------------------------------- | ---------- | ----------- | ------- |
| 1                        | Auferstehungsglocke       | 1995     | Glockengießerei Grassmayr (Innsbruck) | 4168 kg0   | 1890 mm     | as0     |
| 2                        | Marienglocke              | 1995     | Glockengießerei Grassmayr (Innsbruck) | 2150 kg0   | 1490 mm     | c1      |
| 3                        | Norbertiglocke            | 1976     | Glockengießerei Grassmayr (Innsbruck) | 1241 kg0   | 1250 mm     | es1     |
| 4                        | Augustinusglocke          | 1976     | Glockengießerei Grassmayr (Innsbruck) | 887 kg     | 1120 mm     | f1      |
| 5                        | Dreifaltigkeitsglocke     | 2002     | Glockengießerei Grassmayr (Innsbruck) | 626 kg     | 1020 mm     | g1      |
| 6                        | Laurentius-Stefanusglocke | 1976     | Glockengießerei Grassmayr (Innsbruck) | 524 kg     | 0940 mm     | as1     |
| 7                        | Nikolausglocke            | 2012     | Glockengießerei Grassmayr (Innsbruck) | 376 kg     | 0860 mm     | b1      |
| 8                        | Barbaraglocke             | 1976     | Glockengießerei Grassmayr (Innsbruck) | 263 kg     | 0740 mm     | c2      |
| 9                        | Michaelsglocke            | 2002     | Glockengießerei Grassmayr (Innsbruck) | 156 kg     | 0640 mm     | es2     |
| 10                       | Heilig-Kreuz-Glocke       | 2002     | Glockengießerei Grassmayr (Innsbruck) | 101 kg     | 0550 mm     | f2      |
| Im Dachreiter des Turms: |                           |          |                                       |            |             |         |
| 11                       | Chorglöcklein             | 1444     | unbekannt                             | ca. 100 kg | 0560 mm     | ca. as2 |

#### Chorgeläut
Anlässlich des 900-jährigen Jubiläums des Prämonstratenserordens erhielt die Abtei ein zweites Geläut, ein sog. Chorgeläut, bestehend aus 8 Glocken. Das Chorgeläut wurde im linken Treppenturm des Kreuzganges aufgehängt. Gegossen wurden sieben neue Glocken von der italienischen Gießerei Ecat (Mondovi) in leichter Rippe. Die 8. Glocke stammt von Grassmayr und war eigentlich für das Abteigeläut vorgesehen.
| Nr. | Name           | Gießer                 | Gussjahr | Nominal |
| 1   | Hl. Kreuz      | Ecat Fonderie, Mondovi | 2020     | cis2    |
| 2   | Hl. Maria      | Ecat Fonderie, Mondovi | 2020     | e2      |
| 3   | Hl. Nikolaus   | Ecat Fonderie, Mondovi | 2020     | fis2    |
| 4   | Christusglocke | Grassmayr, Innsbruck   | 2005     | gis2    |
| 5   | Hl. Aloisius   | Ecat Fonderie, Mondovi | 2020     | gis2    |
| 6   | Hl. Franziskus | Ecat Fonderie, Mondovi | 2019     | a2      |
| 7   | Hl. Petrus     | Ecat Fonderie, Mondovi | 2019     | h2      |
| 8   | Hl. Andreas    | Ecat Fonderie, Mondovi | 2020     | cis3    |

## Weitere Einrichtungen
Direkt neben dem Stift Wilten, und von den Wiltener Prämonstratensern betreut, liegt die als Pfarrkirche der Pfarre Wilten dienende Wiltener Basilika.
Das Stift Wilten ist auch die Heimat der Wiltener Sängerknaben. Sie gehören zu den ältesten und traditionsreichsten Knabenchören Europas. Schon im 13. Jahrhundert gab es „Singknaben“ an der Schule des Prämonstratenser-Chorherrenstiftes Wilten. Die Wiltener Sängerknaben sind somit um mehr als 250 Jahre älter als die Wiener Sängerknaben. 1946 wurden sie in der jetzigen Form wiederbegründet und zählen heute zu den renommiertesten und besten Knabenchören der Welt. Ihr Motto ist es, „zur Ehre Gottes und zur Freude der Menschen“ zu singen.
Auf dem nahen Bergisel befinden sich das Kaiserjägermuseum und die Bergiselschanze, von welcher man einen guten Blick auf das Stift, die gegenüber liegende Wiltener Basilika und den davor liegenden großen Friedhof Wilten hat. Der große Gemeindefriedhof untersteht der Verwaltung des Stiftes Wilten und enthält viele sehenswerte Denkmäler bekannter Innsbrucker Familien. Zu den bedeutenden Persönlichkeiten, welche hier ihre letzte Ruhe gefunden haben, zählen die Bildhauer Dominikus Trenkwalder und Hans Vonmetz, der Jurist Friedrich Maassen sowie der Bibliothekar Josef Hofinger. Der Friedhof Wilten sollte nicht verwechselt werden mit dem um ein Vielfaches kleineren und direkt rund um die Basilika gelegenen Pfarrfriedhof, welcher der Verwaltung der Pfarre Wilten untersteht und vom Friedhof Wilten durch die Pastorstraße getrennt ist.
In den Gebäuden des Stifts Wilten sind die Übungsvolksschule der Pädagogischen Akademie in Tirol und das Tourismuskolleg Innsbruck untergebracht.

## Äbte
Die Äbte des Stiftes waren:

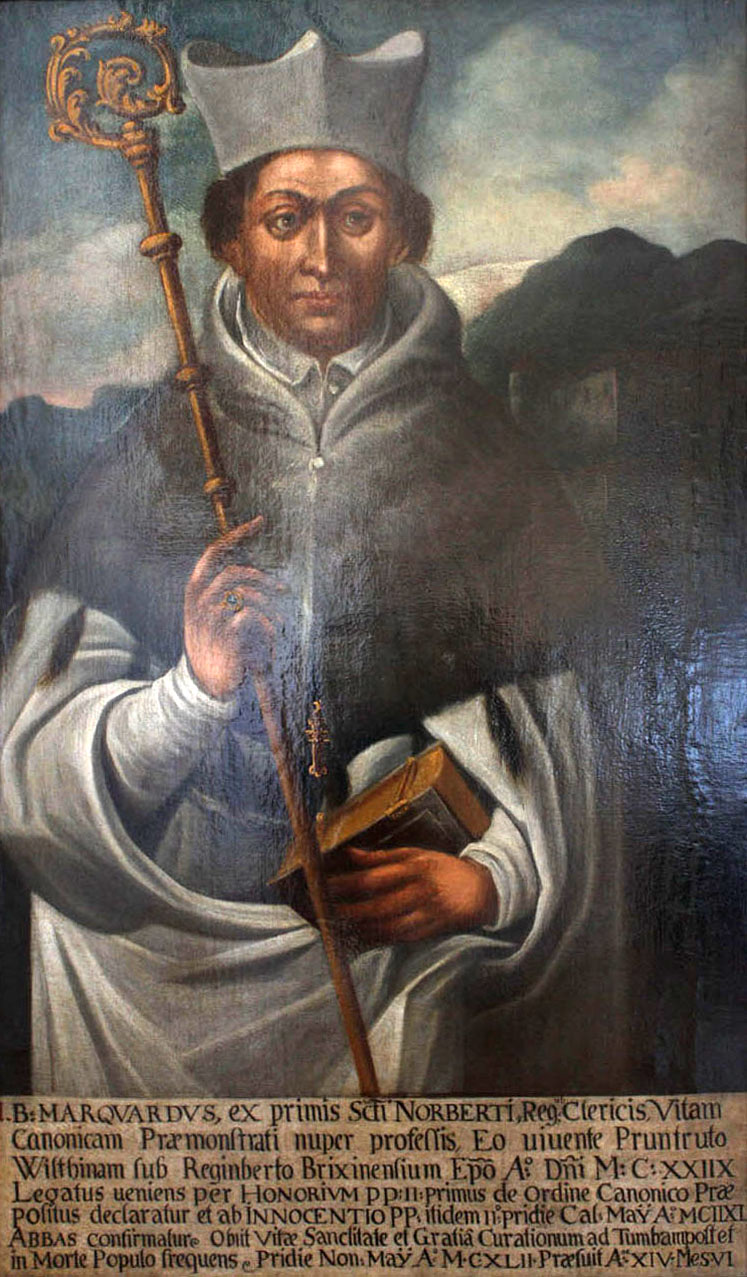
Marquard (1128/38–1142)

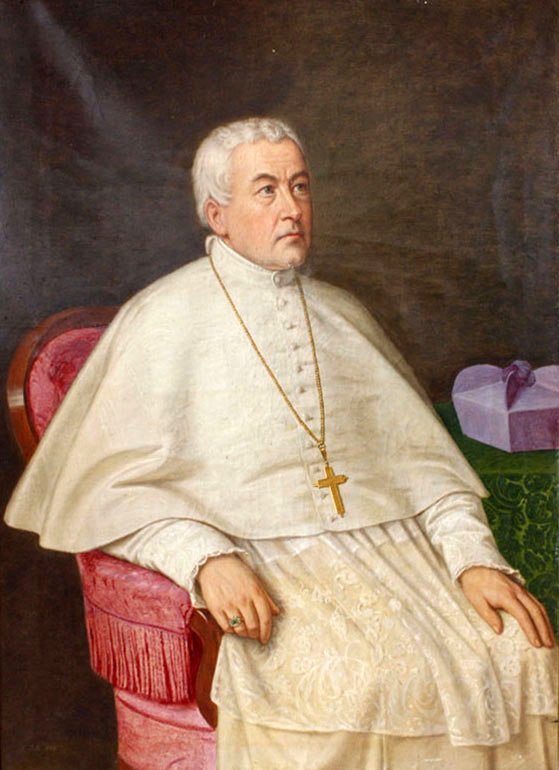
Franz Sales Blaas (1877–1888)

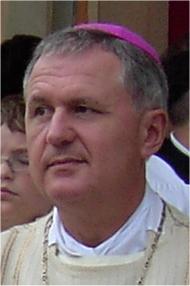
Raimund Schreier (1992–2023)

1. Marquard von Pruntrut (heute Kanton Jura) († 6. Mai 1142), Schüler des hl. Norbert, des Gründers des Prämonstratenserordens
2. Heinrich I.
3. Theodorich († 1178)
4. Heinrich II. († 19. September 1190); er übergab die Klostergründe am rechten Innufer, wo in der Folge Innsbruck heranwuchs, und erhielt dafür von Graf Berthold von Andechs und dessen Sohn Herzog Berthold von Meran Güter zu Ambras, verschiedene Befreiungen und Anteil am Innsbrucker Zoll
5. Theodorich (Dietrich) († 24. Januar 1200)
6. Sigfried († 18. Januar 1207)
7. Ulrich I. († 1230)
8. Heinrich III.
9. Ulrich II.
10. Ludwig
11. Gottschalk
12. Witmar
13. Konrad I.
14. Wernher
15. Konrad II.
16. Johannes I.
17. Konrad III. Speiser von Friedberg
18. Friedrich
19. Jakob I.
20. Heinrich IV.
21. 1401–1413 Jobst
22. 1413–1428 Heinrich V., Bruder des späteren Bischofs Ulrich II. von Brixen[6]
23. 1428–1452 Johannes II.
24. 1452–1458 Erhard
25. 1458–1464 Ingenuin Mösl
26. 1464–1469 Johannes III. Lösch
27. 1469–1470 Oswald Peisser
28. 1470–1492 Alexius Stoll
29. 1492–1498 Jakob II. Schmölzer[7]
30. 1498–1530 Leonhard Klinger
31. 1531–1536 Georg Trener
32. 1536–1576 Johannes Brunner
33. 1576–1585 Ulrich III. Krendl
34. 1585–1594 Johannes V. Saurwein
35. 1594–1601 Christoph Lercher
36. 1601–1605 Markus Kniepasser
37. 1605–1621 Simon Kammerlander
38. 1621–1650 Andreas Mayr
39. 1651–1687 Dominikus Löhr
40. 1687–1693 Johannes VII. Mayr von Freising
41. 1693–1719 Gregor von Stremer
42. 1719–1747 Martin von Stickler
43. 1747–1765 Norbert I. Bußjäger, Sohn von Matthias Pussjäger
44. 1765–1778 Josef von Lizzi
45. 1778–1782 Norbert II. von Spergs
46. 1784–1820 Markus II. Egle
47. 1820–1851 Alois I. Röggl
48. 1851–1876 Johannes VIII. Freninger
49. 1877–1888 Franz Sales Blaas
50. 1888–1906 Lorenz Müller
51. 1907–1922 Adrian Andreas Zacher[8]
52. 1922–1949 Heinrich VI. Schuler
53. 1949–1955 Hieronymus Triendl[9]
54. 1957–1992 Alois II. Stöger
55. 1992–2023 Raimund Schreier
56. 2023–0000 Leopold Baumberger[10]